# Applause (singolo)
Applause è un singolo della cantante statunitense Lady Gaga, pubblicato il 12 agosto 2013 come primo estratto dal suo terzo album in studio Artpop.
Il brano è il tredicesimo singolo consecutivo di Gaga a raggiungere il primo posto della classifica Dance Club Songs di Billboard, facendo di lei l'artista con il maggior numero di primi posti consecutivi nel periodo di tempo compreso tra il 2009 e il 2013. È anche la canzone più passata nelle radio statunitensi della cantante, superando hit planetarie quali Bad Romance, Just Dance e Poker Face e diventando la sua maggiore hit radiofonica di sempre.

## Descrizione
Il brano è composto con un ritmo moderato di 140 battiti per minuto. È stato scritto in chiave di G minore e i vocalizzi della cantante raggiungono le note D3 - B♭5.
Esso è stato scritto da Lady Gaga, Paul "DJ White Shadow" Blair, Dino Zisis, Nick Monson, Nicolas Mercier, Julien Arias e William Grigahcine, e prodotto da Lady Gaga, Paul Blair, Martin Bresso, Nick Monson e Dino Zisis. Il pezzo è stato registrato durante il Born This Way Ball e presenta una forte componente elettronica. Il testo ruota attorno a concetti molteplici e vari, ma esprime in primis, nel ritornello, la voglia di sentire "quella cosa che amo", cioè gli applausi dei suoi fan, che hanno il potere finale di tenerla in vita, dopo mesi di convalescenza e lontananza dai riflettori.
Il brano contiene nel primo verso un rimprovero alla critica che la giudica senza aver sondato, e quindi compreso, totalmente i suoi lavori; nei versi seguenti la fama diviene medicina e cura alla sua malattia, la lontananza dal palcoscenico e dai fan; mentre nell'inciso dichiara di vivere per gli applausi, per il modo in cui si tifa e grida per lei. L'ispirazione nacque dopo l'11 febbraio 2013, quando la cantante dovette fermare il tour mondiale, a causa di una sinovite all'anca, con la conseguente operazione chirurgica e cancellazione di tutte le 21 tappe rimanenti. Questo evento inaspettato le causò una forte depressione; alla cantante mancavano le grida, le urla e gli applausi dei suoi fan. Nelle strofe dopo il refrain, ci sono riferimenti alla Pop art di Warhol e al più contemporaneo Jeff Koons, che ha lavorato ad ARTPOP insieme ad altri artisti di arte contemporanea; "La cultura Pop stava nell'arte / Adesso l'arte sta nella cultura Pop / In me."

## Pubblicazione
La prima parte del testo della canzone è stata pubblicata su Twitter a gennaio 2013. Dopo sei mesi, il 28 luglio, Lady Gaga ha reso noto che iTunes aveva intenzione di offrire il suo nuovo album per la pre-vendita, dopo la pubblicazione del suo primo singolo Applause, confermando così il nome del primo singolo di ARTPOP. Pubblicato su Vevo il 12 agosto dello stesso anno, il brano è stato reso disponibile in download digitale in tutto il mondo dal giorno successivo. Inoltre, è uscito una settimana prima rispetto alla data annunciata (19 agosto), a causa di alcune pubblicazioni sul web di versioni del brano registrate in bassa qualità, per un totale di 2 minuti e mezzo di canzone trapelata.

## Accoglienza

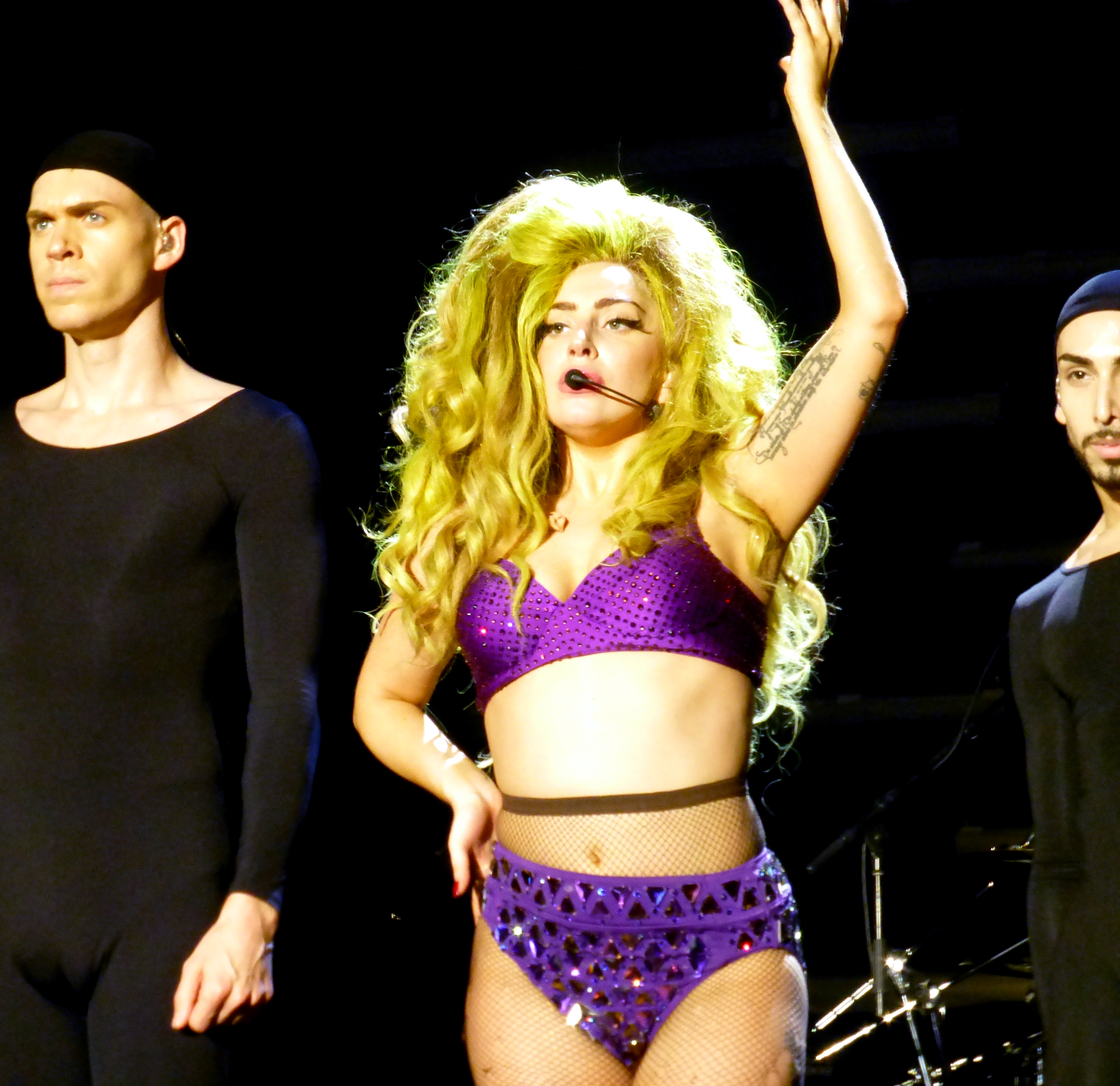
Lady Gaga esegue Applause in una data del residency show Lady Gaga Live at Roseland Ballroom

Generalmente Applause è stato accolto positivamente dalla critica musicale. Un giornalista del Washington Post ha scritto che la voce di Gaga in questa canzone è "tra Annie Lennox e David Bowie", e ha elogiato la cantante anche per il suo coraggio nel sperimentare nuove cose. Erin Coulehan di Rolling Stone ha scritto che Applause è molto più simile a livello di atmosfera a The Fame rispetto a Born This Way. Il giornalista ha chiuso la recensione dicendo che "Applause è tutto discoteca gonfiabile e messaggi semplici". Popjustice ha valutato la canzone più che positivamente (9/10), scrivendo semplicemente: "Ed è per questo che Gaga è la miglior popstar del mondo". Jason Lipshultz (Billboard) ha dato ad Applause un giudizio positivo commentando che la canzone "si trasforma in un emozionante pezzo dance quando si arriva al ritornello".
Tuttavia, non sono mancate recensioni meno positive. Sal Cinquemani di Slant Magazine, per esempio, ha scritto che il singolo è "una canzone dance-pop sorprendentemente semplice, né lungimirante né rétro" e che il testo è "un'auto-esaltazione". La Stampa ha giudicato il fenomeno dell'uscita del singolo "tranquillamente perdibile" e il brano "banalotto, così madonnista anche solo da lontano".

## Video musicale
Il primo video pubblicato dalla cantante è stato l'audio del brano, sul suo canale Vevo. Successivamente, ha pubblicato un altro filmato (che usa la psicologia inversa) in risposta agli attacchi che alcuni giornalisti le hanno fatto per la sua credibilità come artista. Sullo sfondo sono state riportate alcune frasi dei critici, come: "Lady Gaga è finita", "Lady Gaga non interessa più a nessuno", "Non comprate il singolo Applause di Lady Gaga" e "Se non vi piace la musica pop, non ascoltate!".
Successivamente, un lyric video ufficiale è stato pubblicato il 14 agosto, sempre sul canale Vevo della cantante. In questo video, Lady Gaga riprende amatorialmente drag queens mentre ballano al ritmo della sua nuova canzone in una discoteca di Los Angeles. Alcune delle drag queen presenti nel video, sono state concorrenti del reality televisivo statunitense RuPaul's Drag Race, conosciuto in Italia con il titolo "America's Next Drag Queen". Shangela, una drag queen che ha partecipato all'evento, ha riportato su Instagram che Gaga era: "molto dolce e mostrava amore a tutte le Queen e ai fan. Una vera star!".
Il videoclip, diretto da Inez & Vinoodh, è stato distribuito il 19 agosto ed è anche stato proiettato sugli schermi di Times Square. Il video, a eccezione di alcuni fotogrammi colorati, è in bianco e nero e rappresenta l'ossessione di Lady Gaga nel trasformarsi (infatti, la cantante cambia più di una decina di look). L'artista propone nuovi costumi che prendono spunto da un immaginario fantasioso, dimenandosi in alcune scene su un materasso in intimo nero e ricoprendo le parti di un misterioso cigno nero che sbuca da un uovo peloso. Tra le varie citazioni presenti nel video, spiccano Botticelli, Marilyn Monroe, Andy Warhol e divinità indiane. Il 22 agosto, Vevo fa sapere tramite l'account ufficiale su Twitter, che il video di Applause è il quarto più visto in meno di 24 ore della storia, con più di dieci milioni e mezzo di visualizzazioni. Inoltre, tra il 31 ottobre e il primo novembre 2013, i video di LoveGame e Applause hanno entrambi raggiunto 100 milioni di visualizzazioni, facendo diventare Lady Gaga l'unica cantante ad aver ottenuto due certificazioni Vevo in 24 ore.

### Sinossi

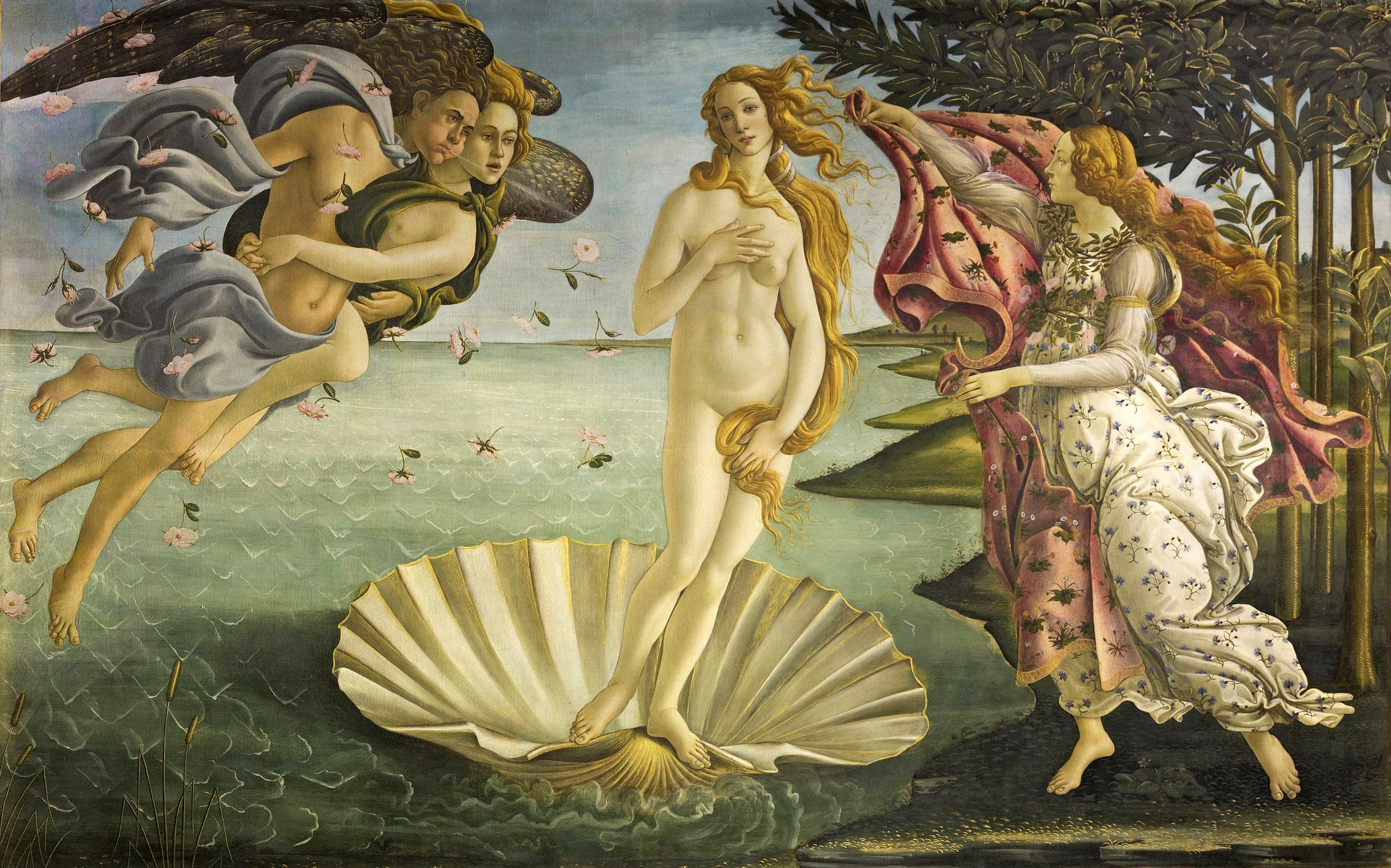
La Nascita di Venere di Sandro Botticelli è stato il dipinto che maggiormente ha influenzato ARTPOP

I registi del video, Inez & Vinoodh, intervistati da "MTV News" hanno riportato: «Lei farà di tutto in questo video per rendere i suoi tifosi felici e per dare loro ispirazione; ci siamo ispirati ai film muti e vecchi film horror.»
All'inizio del video si vede una giovane Lady Gaga ancora Stefani Germanotta, mora e in intimo dimenarsi su un materasso. «Volevamo riportare lei a quando aveva 18-19 anni, era questione di poche scene ma lei ha saputo essere così incredibile in quella parte che abbiamo detto: "perché non farle fare gran parte della coreografia con questo look, su questo materasso?"» Il video prosegue con una Gaga versione Pierrot, che come lei, per ricevere l'applauso è disposto a rendersi "ridicolo" pubblicamente. In seguito compare una Gaga simile a Marilyn Monroe ma in versione zombie, rinchiusa in una gabbia. Sulla scena della passerella, dove Gaga ha le ali, Inez ha detto a MTV News: «la sfilata è stata tutta un'idea di Gaga! ha sempre avuto in testa che voleva fare una sfilata di moda, dove avrebbe volato invece che camminato. È sempre stata ispirata dalla moda e quindi ci è sembrato giusto mettere questo aspetto della sua vita che la rappresenti.»
Riguardo alla "Gaga Botticelliana", i registi hanno spiegato che erano molto ispirati dalla pittura di Botticelli. Sulla scena con la torre laser rosa si sono espressi in questo modo: «[Siamo stati ispirati anche da] questa idea che lei passi attraverso una lotta per tornare sul palco, che è in quella torre laser rosa. Tiene la gamba finta (che fa riferimento al suo intervento all'anca) in alto come un trofeo; è cambiata ed è fiera di sé, per questo ci è venuto in mente Botticelli.»
Per una canzone come Applause, i registi sapevano di dover mettere delle mani nel video, ma volevano il modo più inaspettato per farlo. Lady Gaga poi disse: «Il guanto! Ecco Brandon Maxwell! (suo direttore di moda che poi lo ha creato). La canzone è chiamata "Applause", ci devono essere delle mani!»
La scena dove Gaga appare come un cigno nero, non è ispirata dai film di Darren Aronofsky, ma dalla "fissazione" di Gaga per le uova. «Mette sempre un riferimento all'uovo per le sue performance. Questo video parla di rinascita e alla fine c'è la Nascita di Venere di Botticelli, quindi ci siamo detti: "Ok, un uovo... un uovo peloso, e cosa esce da un uovo peloso?" nelle nostre menti, un cigno nero con la sua faccia sopra.» hanno spiegato i registi.

### Recensioni
Il video ha ricevuto per lo più recensioni positive. Glenn Gamboa di Newsday ha descritto il video come una raffica di immagini artistiche e coreografie continue e ha anche spiegato che il tema della canzone è quello di coniugare l'arte con la cultura pop. Erin Coulehan di  Rolling Stone ha notato che il video era in "tipico stile Gaga", definendolo uno spettacolo di luci lampeggianti, colori vivaci e ricche coreografie. Kyle Anderson di  Entertainment Weekly ha fatto eco delle dichiarazioni di Coulehan sul video, aggiungendo che "rende il suono della canzone infinitamente meglio", ma non era abbastanza colpito come per i video di Paparazzi e Bad Romance, ma sicuramente era un passo avanti rispetto alle clip mediocri della Born This Way era. Uno scrittore della rivista Billboard ha descritto il video come "una collezione di pose artistiche e scenari (confrontando anche il reggiseno nero con i guanti a quello di Janet Jackson che indossò nella copertina di una rivista). Uno scrittore di Rolling Stone ha anche confrontato il video con i film anni '20 e con l'espressionista svedese Ingmar Bergman, in particolare con la sua opera  Il settimo sigillo. Egli ha inoltre notato influenze dal personaggio Joker interpretato da Heath Ledger, con Il Cigno Nero, Liza Minnelli, Hillary Clinton, dalla canzone Don't Come Around Here No More di Tom Petty e Beyoncé Knowles. Chris Rovzar di Vanity Fair ha descritto il video come "un servizio fotografico in movimento". Rovzar ha concluso che [Il video] ha caratterizzato "l'assurdità standard di Gaga", lo ha definito una "piccola routine di danza e musica orecchiabile" e ha elogiato il sorriso della cantante durante alcune scene del video come un punto culminante. Al contrario, un critico di Consequence of Sound ha scritto nella sua recensione che "se la testa di Gaga che appare sopra il corpo di un cigno nero e lei nuda in un bikini fatto di vongole non riuscirà a far salire le vendite, io non crederò più nell'arte". MTV, mentre dà un giudizio prevalentemente positivo del video, ha scherzato un po', definedo la clip "un po' stonata con la canzone, ma è proprio questo il bello!".

## Successo commerciale

### Stati Uniti
In seguito alla coincidenza dei loro lanci, il singolo si è scontrato con Roar della cantante Katy Perry. Applause ha debuttato al terzo posto nella classifica digitale statunitense con 218 000 copie vendute, diventando il tredicesimo singolo consecutivo di Gaga ad arrivare nella top ten di questa classifica. Nella seconda settimana, le vendite sono state pari a 163 000 (-25% rispetto alla settimana precedente). A causa di questo calo, il singolo è sceso alla quinta posizione dei singoli più venduti della settimana. Tuttavia, il singolo sale nella Billboard Hot 100 dalla sesta alla quarta posizione grazie alle visualizzazioni del video (in totale 6 milioni, con un aumento del 106% rispetto alla precedente settimana), all'on demand (+109%) e alla radio (+19%). Nella terza settimana di permanenza nelle classifiche, il singolo è ritornato alla sesta posizione della Hot 100, a causa di un brusco calo dello streaming (-29%). I download, però, sono aumentati fino a 213 000 copie vendute (+31% rispetto alla settimana precedente),grazie alla promozione del singolo agli MTV Video Music Awards 2013, così come i passaggi in radio (+7%). Grazie a questi risultati, il singolo si riconferma alla prima posizione della classifica Hot Dance/Electronic Songs per la terza settimana consecutiva.
Nonostante il debutto sottotono rispetto alle previsioni, il singolo si è rivelato una hit costante. È rimasto nella Top10 della Billboard Hot 100 per un totale di quattordici settimane consecutive ed è diventato il quarto singolo della cantante (dopo Just Dance, Poker Face e Bad Romance) a rimanere più settimane tra le prime dieci posizioni. Fino a fine 2013 il brano ha superato le 2 milioni di copie nei soli Stati Uniti. Nel 2018, invece, le vendite del singolo negli Stati Uniti ammontavano a 2,7 milioni di copie. Il brano ha ricevuto quattro dischi di platino dalla RIAA.

#### Controversie
La cantante è stata criticata per aver promosso su Twitter una playlist lunga 9 ore composta solamente dal video di Applause. Infatti, le visualizzazioni su YouTube contano per stilare la Billboard Hot 100. In seguito a questa azione, è stata criticata dal direttore editoriale di Billboard. Infatti, il direttore ha dichiarato che pubblicare un "link che consente di lasciar stare il computer non è nello spirito delle nostre classifiche. Odio vedere qualcuno che tenta di manipolare i dati, che si tratti di fan o di artisti. Non è nello spirito di quello che facciamo, cioè celebrare il successo". Lady Gaga si difese assicurando che aveva messo quel link contenente la playlist del suo video, per sbaglio, avendo preso il link da un fan su Twitter.

### Europa
Nel Regno Unito, il singolo ha debuttato alla quinta posizione con oltre 38 000 copie vendute in quattro giorni e mezzo. Secondo Official Charts Company, Applause ha indotto un aumento delle vendite anche di Bad Romance tanto da fargli superare la soglia del milione di copie vendute sul suolo britannico la stessa settimana. Questo traguardo ha reso Lady Gaga una dei 16 artisti che sono riusciti a pubblicare più di un singolo che ha venduto un milione di copie nel Regno Unito (l'altro singolo è Poker Face). Nelle quattro settimane successive, il singolo si è attestato nella top ten della classifica.
In Germania, il singolo ha iniziato la sua ascesa alla diciottesima posizione. La settimana seguente, è salito di ben 13 posizioni, raggiungendo la posizione massima nella classifica tedesca.
In Francia, Applause ha debuttato al terzo posto, con soli tre giorni di rilevamento, con una vendita pari a 12 000 copie, per poi scendere di cinque posizioni la settimana seguente con 4 000 copie vendute. Il crollo non si è arrestato neppure nella terza settimana: il singolo, infatti, ha perso altre sei posizioni (2 400 copie, -21% rispetto alla settimana precedente). Anche nella quarta settimana il singolo è sceso nella classifica francese di altre sei posizioni, attestandosi al 20º posto.
In Italia, il singolo ha debuttato alla seconda posizione dietro a Wake Me Up, per poi scendere alla terza la settimana successiva e, nella sua terza settimana di permanenza nella classifica italiana, alla sesta posizione. Nella quarta settimana, il singolo scende nuovamente di una posizione. Nella quinta settimana, il singolo scende all'undicesima posizione (mantenuta anche la settimana seguente) e viene certificato disco d'oro.

## Esibizioni dal vivo

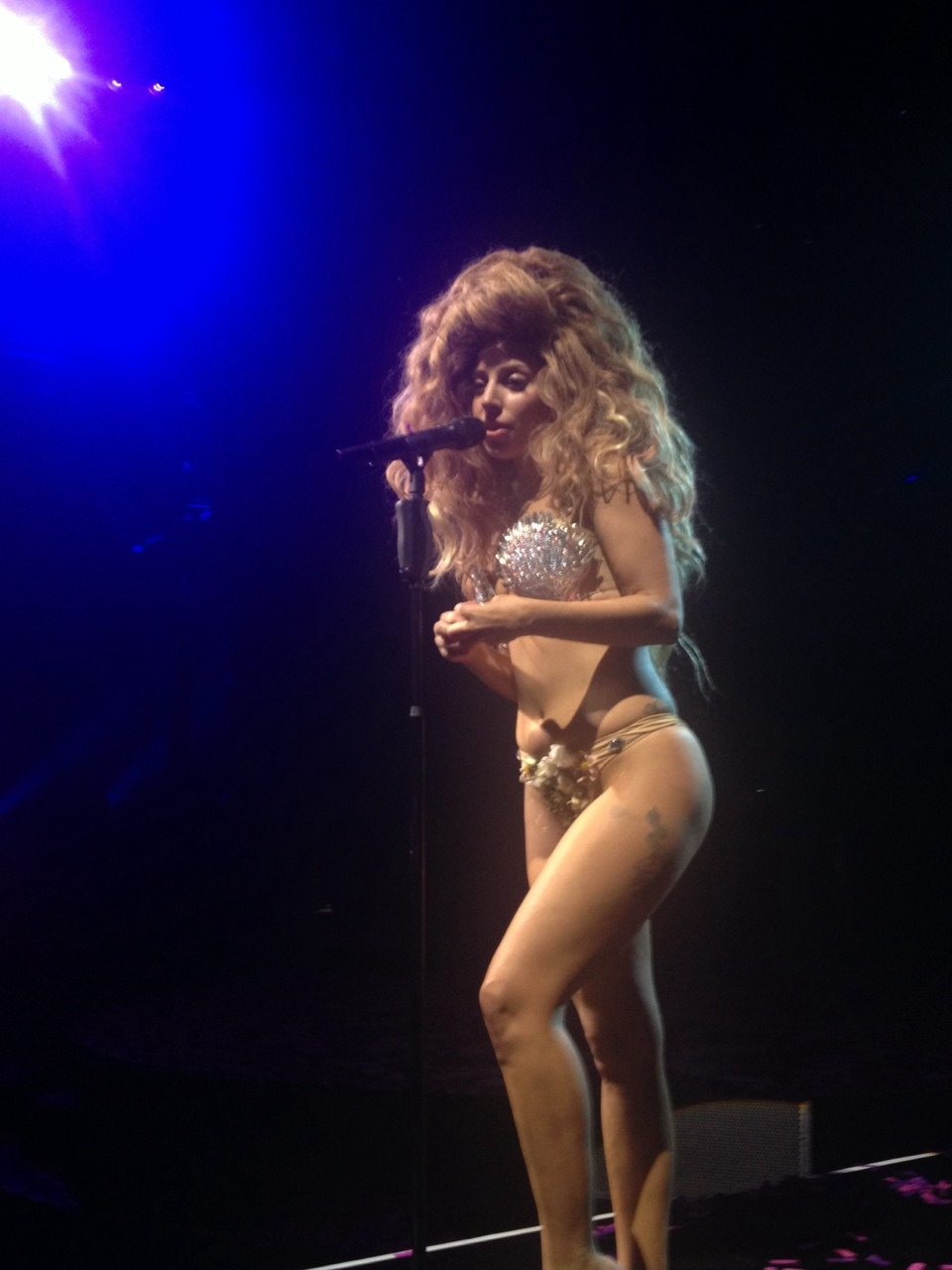
Lady Gaga all'iTunes Festival, il 1º settembre 2013.

La prima esibizione live del brano è stata eseguita agli MTV Video Music Awards 2013. Nell'esibizione in questione, Lady Gaga ha sfoggiato diversi outfit che simboleggiano le fasi della sua carriera: un abito lungo e bianco (look del Born This Way Ball), subito dopo un vestito completamente nero, simile a quello usato nel videoclip, poi una parrucca platinata (simile a quelle indossate durante le esibizioni per la promozione dell'album The Fame), successivamente una parrucca gialla (look del Monster Ball Tour) e infine un bikini a conchiglia ispirato alla Venere di Botticelli, come nel video ufficiale del singolo. Il pezzo esibito agli MTV Video Music Awards 2013, è stato introdotto da alcuni versi inediti, scritti appositamente per l'esibizione: "Sento il cuore battere nelle tue mani / La mia aura e la tua si incontrano in questa danza / Premi il grilletto / Sono pronta / È tempo di fare show".
La cantante ha presentato il singolo Applause insieme ad altri sette brani tratti da Artpop (Aura, MANiCURE, ARTPOP, Jewels and Drugs (feat. T.I., Too $hort & Twista), Sex Dreams, Swine e I Wanna Be with You) all'iTunes Festival del 1º settembre 2013 a Londra.
Il 9 settembre la popstar si è recata nuovamente a Good Morning America per presentare il brano. Come annunciato da lei su Twitter il 7 settembre, la performance si sarebbe tenuta su un palco ispirato al mago di Oz.

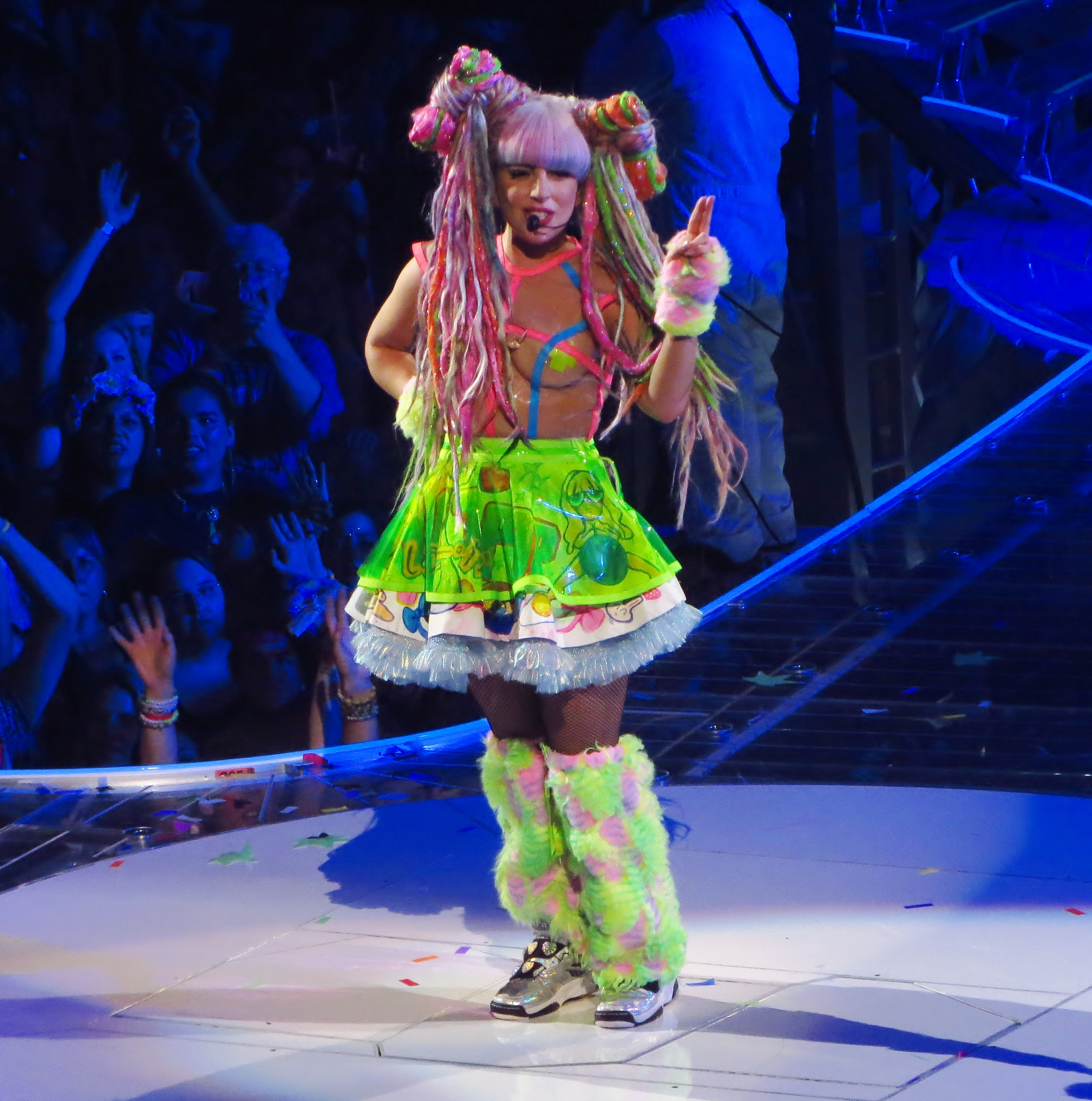
Lady Gaga esegue Applause durante lArtRave: The Artpop Ball

Una versione anni trenta del brano, è stata eseguita al Saturday Night Live il 16 novembre, dove Gaga ha cantato la canzone insieme al celebre pezzo New York, New York di Frank Sinatra.
Il 28 novembre, giorno del ringraziamento, è stato mandato in onda lo speciale ABC: Lady Gaga & the Muppets Holiday Spectacular, dove la popstar ha cantato il brano insieme a tutti i pupazzi dell'omonima serie. Sempre lo stesso giorno, Lady Gaga ha cantato Applause in Giappone nel programma televisivo Music Station, dove è stata anche intervistata. La promozione del singolo in Giappone non è però ancora terminata; la cantante statunitense ha infatti eseguito la sua hit, subito dopo aver cantato Venus (singolo promozionale dell'ultimo disco), nel programma televisivo SMAPxSMAP. La prima performance acustica di Applause, è stata invece eseguita il 10 dicembre nel programma tv Sukkiri!!.
L'8 dicembre, in occasione del Jingle Bell Ball di Londra, la popstar ha incantato il pubblico esibendosi con pezzi vecchi e nuovi (tra cui appunto, Applause).
Durante il suo quarto tour, intitolato ArtRave: The Artpop Ball, Gaga si è esibita con Applause durante l'ultimo atto dello spettacolo.
Il brano è stato riproposto anche nel Joanne World Tour e nel suo residency show a Las Vegas Enigma.

## Tracce
Download digitale
1. Applause – 3:32 (Lady Gaga, Paul "DJ White Shadow" Blair, Dino Zisis, Nick Monson, Nicolas Mercier, Julien Arias, William Grigahcine, Martin Bresso)

CD singolo
1. Applause – 3:32 (Lady Gaga, Paul "DJ White Shadow" Blair, Dino Zisis, Nick Monson, Nicolas Mercier, Julien Arias, William Grigahcine)
2. Applause (Instrumental) – 3:32 (Lady Gaga, Paul Blair, Martin Bresso, Nick Monson, Dino Zisis)

Remix digitali
1. Applause (Empire of the Sun Remix) – 4:08
2. Applause (Viceroy Remix) – 4:27
3. Applause (Purity Ring Remix) – 3:04
4. Applause (Bent Collective Club Mix) – 7:26
5. Applause (DJ White Shadow Electrotech Remix) – 5:49
6. Applause (Fareoh Remix) – 4:52
7. Applause (DJ White Shadow Trap Remix) – 4:09
8. Applause (Goldhouse Remix) – 4:34

## Classifiche

### Classifiche settimanali
| Classifica (2013)   | Posizione massima |
| ------------------- | ----------------- |
| Australia           | 11                |
| Austria             | 6                 |
| Belgio (Fiandre)    | 10                |
| Belgio (Vallonia)   | 5                 |
| Bulgaria            | 3                 |
| Canada              | 4                 |
| Corea del Sud       | 55                |
| Danimarca           | 6                 |
| Finlandia           | 10                |
| Francia             | 3                 |
| Germania            | 5                 |
| Giappone            | 6                 |
| Grecia              | 1                 |
| Irlanda             | 9                 |
| Italia              | 2                 |
| Libano              | 1                 |
| Lussemburgo         | 3                 |
| Norvegia            | 8                 |
| Nuova Zelanda       | 7                 |
| Paesi Bassi         | 15                |
| Regno Unito         | 5                 |
| Repubblica Ceca     | 12                |
| Russia              | 27                |
| Spagna              | 1                 |
| Stati Uniti         | 4                 |
| Stati Uniti (dance) | 1                 |
| Svezia              | 17                |
| Svizzera            | 7                 |
| Ucraina             | 64                |
| Ungheria            | 1                 |

### Classifiche di fine anno
| Classifica (2013) | Posizione |
| ----------------- | --------- |
| Australia         | 93        |
| Austria           | 75        |
| Belgio (Fiandre)  | 87        |
| Belgio (Vallonia) | 76        |
| Canada            | 18        |
| Corea del Sud     | 90        |
| Francia           | 79        |
| Germania          | 62        |
| Giappone          | 13        |
| Italia            | 54        |
| Paesi Bassi       | 80        |
| Regno Unito       | 75        |
| Russia            | 120       |
| Spagna            | 46        |
| Stati Uniti       | 37        |
| Svezia            | 93        |
| Svizzera          | 68        |
| Ungheria          | 28        |